# ناثان كورير
ناثان كورير (بالإنجليزية: Nathan Currier)‏ هو ملحن أمريكي، ولد في 1960.

## وصلات خارجية
- ناثان كورير على موقع ميوزك برينز (الإنجليزية)